# Aşık Ömer
Aşık Ömer (* vermutlich 1651; † vermutlich 1707) war ein türkischer Dichter und Volkssänger. Es gibt widersprüchliche Überlieferungen zu seinem Geburtsdatum und Geburtsort. Die Version, dass er 1651 im Dorf Gezleve in der Provinz Konya geboren wurde, kommt der Wahrheit wohl am nächsten. Eine reguläre Schulbildung erhielt Aşık Ömer nicht. Ein Dichter namens Şerîfî unterrichtete ihn. Aşık Ömer war des Persischen soweit mächtig, dass er den Diwan von Hafis lesen konnte.
Als Soldat lebte er in Grenzfestungen, nahm an Kriegen gegen die Russen, Österreicher und Venezianer teil und schrieb Gedichte über die Feldzüge von Sultan Mehmed IV., Ahmed II. und Mustafa II. Aus anderen Werken geht hervor, dass er Istanbul, Bursa, Warna, Chios, Sinop und Bagdad bereiste. Im 17. Jahrhundert galt Aşık Ömer neben Gevheri und Karacaoğlan als einer der beliebtesten Volksliedsänger. Mehr als 2000 Gedichte von ihm sind überliefert. In Tekkes wurden seine Gedichte als İlahis gesungen.